# Arabutã
Arabutã est une ville brésilienne de l'ouest de l'État de Santa Catarina.

## Géographie
Arabutã se situe par une latitude de 27° 09′ 37″ sud et par une longitude de 52° 08′ 30″ ouest, à une altitude de 408 mètres.
Sa population était de 4 193 habitants au recensement de 2010. La municipalité s'étend sur 132 km2.
La ville se situe à 509 km à l'ouest de la capitale de l'État, Florianópolis. Elle fait partie de la microrégion de Concórdia, dans la mésorégion Ouest de Santa Catarina.
Le climat de la municipalité est humide, avec un été chaud, pour une température moyenne annuelle de 17,9 °C.
L'IDH de la ville était de 0,812 en 2000 (PNUD).

## Histoire
La colonisation de la région d'Arabutã commence en 1912 avec la construction de la voie de chemin de fer entre São Paulo et le Rio Grande do Sul. La première localité est fondée par des caboclos dans la vallée du rio do Peixe. En 1927, un groupe d'immigrants allemands venus de Roumanie baptise le lieu Nova Germânia. Lors de la Seconde Guerre mondiale, la ville change de nom pour Mauá. Elle devient district de Concórdia en 1938. La localité prend définitivement le nom d'Arabutã dans les années 1950, selon un arbre que l'on trouve sur les rives du rio Jacutinga. Plus tard, de nouveaux colons d'origine allemande arrivent de Montenegro au Rio Grande do Sul. Le 12 décembre 1991, la ville accède au rang de municipalité,.

## Économie
La culture du maïs et l'élevage de volailles sont les principales activités de la municipalité,.

## Tourisme
La ville comporte quelques plages fluviales, sur les rives du rio Jacutinga, qui attirent quelques touristes de la région.

## Administration
La municipalité est constituée de deux districts :
- Arabutã (siège du pouvoir municipal) ;
- Nova Estrela.

## Villes voisines
Arabutã est voisine des municipalités (municípios) suivantes :
- Itá ;
- Seara ;
- Ipumirim ;
- Concórdia.